# Eadulf III de Bernicie
Pour les articles homonymes, voir Eadwulf.
Eadulf ou Eadwulf est comte de Bamburgh ou de  Bernicie de 1038 à sa mort, en 1041.

## Biographie
Eadwulf est le fils d'Uchtred le Hardi et de Sige ou Sigen la fille de Styr Ulfson d'York. Il succède à son demi-frère Ealdred en tant que comte de Bernicie en 1038. D'après la Chronique anglo-saxonne, il est trahi par le roi Hardeknut et tué. Après lui, la Bernicie est réunie au comté de Northumbrie par son meurtrier, le comte Siward.
Eadulf laisse un fils, Osulf, tué en 1067.